# Pachyiulus valonensis
Pachyiulus valonensis är en mångfotingart som beskrevs av Karl Wilhelm Verhoeff 1901. Pachyiulus valonensis ingår i släktet Pachyiulus och familjen kejsardubbelfotingar. Inga underarter finns listade i Catalogue of Life.